# Hærhjemmeværnet
Hærhjemmeværnet (HHV) udgør en del af det danske Hjemmeværn og består af to landsregioner (LRGN), ledet af oberster fra Hæren, der igen er delt ind i 12 hærhjemmeværnsdistrikter (HHD) som er ledet af  lønnede oberstløjtnanter. Hærhjemmeværnet har 37.593 medlemmer, hvoraf 15.787 er aktive fordelt på 208 hjemmeværnskompagnier (HVK), ledet af ulønnede kaptajner. 
Officerer, sergenter og korporaler i Hjemmeværnet er ikke udnævnt som i resten af forsvaret. I stedet er der tale om en gradstillæggelse, som hører op, når den givne placering i enkadreringen ændres. Samtlige befalingsmænd på kompagniniveau er frivillige og ulønnede. Dog udbetales der for visse poster et rådighedsvederlag samt dækning af tabt arbejdsfortjeneste og befordring.
Hærhjemmeværnet har en lang række opgaver, støtte til forsvaret bl.a. med uddannelse af personel der skal udsendes til international tjeneste, og kontrol at Hærens basisuddannelse. Der findes flere forskellige enhedstyper: Hjemmeværnskompagni (HVK), Stabshjemmeværnskompagni (STHVK), Politihjemmeværnskompagni (POHVK) samt Infanterihjemmeværnskompagni (INFHVK). Alle har det et stednavn eller område efter deres enhedstype. F.eks. HVK Amager, STHVK Sydøstjylland, POHVK Vendsyssel eller INFHVK Syd- og Sønderjylland

## Struktur
- Landsdelsregion Vest
  -  Hærhjemmeværnsdistrikt Nordjylland (Aalborg)
  -  Hærhjemmeværnsdistrikt Midt – og Vestjylland (Skive)
  -  Hærhjemmeværnsdistrikt Østjylland (Aarhus)
  -  Hærhjemmeværnsdistrikt Sydøstjylland (Vejle)
  -  Hærhjemmeværnsdistrikt Syd- og Sønderjylland (Søgaard)
  -  Hærhjemmeværnsdistrikt Fyn (Odense)
- Landsdelsregion Øst
  -  Hjemmeværnsdistrikt København
  -  Hjemmeværnsdistrikt Sydsjælland og Lolland-Falster
  -  Hjemmeværnsdistrikt Midt- og Vestsjælland
  -  Hjemmeværnsdistrikt Nordsjælland
  -  Hjemmeværnsdistrikt Københavns Vestegn
  -  Det Bornholmske Hjemmeværn
  -  Særlig Støtte og Rekognoscering

## Kompagniernes opbygning
Alle kompagnier er fra 1. Juli 2012 opbygget på nøjagtig samme måde, med et Kommandoelement (KDOELM), en Kommandodeling (KDODEL) og så min. en Bevogtningsdeling (BEVDEL) samt en række øvrige delinger efter behov. INFHVK har dog ingen BEVDEL men skal som min. have to Infanteridelinger (INFDEL).
KDOELM består af en chef (KC), en næstkommanderende (NK) samt en uddannelsesofficer (UDDSTOF). KDODEL er hjertet i HVK og sørger for mad, materiel, reparationer osv. til de øvrige delinger.
De forskellige delinger er opbygget på forskellige måder alt efter opgaven. Den består altid af en Delingsfører (DF) samt flere Gruppefører (GF). Ud over KDODEL, er flere forskellige delingstyper:
- Bevogtningsdeling
- Politideling (Politihjemmeværnet)
- Infanterideling
- Patruljedeling
- Motoriseret Overvågningsdeling

## Hjemmeværnskompagni
Til hver kommune tilhører et HVK, hvilket også tidligere gav betegnelsen område kompagni. Kompagniet ligger ikke nødvendigvis i selve kommunen, men kan sagtens ligge i en anden by med større befolkningstæthed.
Denne type HVK har som regel kun underlagt BEVDEL, idet man mere og mere samler øvrige delingstyper i POHVK og INFHVK. 

## Stabshjemmeværnskompagni
Der findes kun et STHVK per distrikt. Ud over den normale struktur for et HVK har den også en stabsdeling hvor i styringselementet for hele distriktet sidder. I tilfælde af større opgaver eller en reel indsættelse styres distriktets HVK fra denne stab.
Det er også STHVK som sørger for at forsyne kompagniernes KDODEL samt reparere ovs de ting disse sender op.

## Politihjemmeværnskompagni
Under Hærhjemmeværnet findes Politihjemmeværnet (oprettet 1950), som har til opgave at assistere politiet i diverse opgaver som f.eks.:
- Bevogtning
- Afspærring og adgangskontrol

- Færdselsregulering
- Varsling og evakuering
- Humanitær eftersøgning
- Observation
- Transport
- O.a

Politihjemmeværnspersonel er under almindelig hjælp til politiet, f.eks. trafikregulering, operativt underlagt den stedlige politimyndighed, men har kun lettere øgede beføjelser end civile borgere. Politihjemmeværnssoldater er aldrig bevæbnet under almindelig hjælp. Kun under særlige omstændigheder vil politihjemmeværnssoldater have vidtgående beføjelser og være bevæbnede, nemlig i krigstid eller under udøvelse af særlig hjælp til politiet. Politihjemmeværnskompagnier er ledet af professionelle politifolk.
Politihjemmeværnets personel uddannes i bl.a. trafikregulering, bevogtning, signalementer, politiradio, anholdelsesregler, nødværge og nødret.

## Infanterihjemmeværnskompagni
Det er hos INFHVK de tungere militære opgaver er samlet. Et INFHVK skal min. bestå af 2 INFDEL ud over KDODEL.
Under disse kompagnier er distriktets patruljedeling og/eller motoriseret overvågningsdeling ofte samlet da meget af uddannelsen for disse enheder er den samme som infanterideling

## Særlig Støtte og Rekognoscering
Under Hærhjemmeværnet findes hjemmeværnets specialenhed Særlig Støtte og Rekognoscering (forkortet SSR), der består af særligt udvalgte og uddannede hjemmeværnssoldater. Enheden løser rekognosceringsopgaver under krævende taktiske forhold – heriblandt under internationale missioner.

## Links til enheder
- INFHVK SSJ – INFHVK Syd- og Sønderjylland Arkiveret 18. december 2014 hos  Wayback Machine
- HVK Ballerup Arkiveret 24. september 2017 hos  Wayback Machine
- HVK Svanemøllen
- HVK SSR - (Hjemmeværnets Særlig Støtte og Rekognosceringskompagni)
- SSR
- HVKFRS (Hjemmeværnskompagni Favrskov)